# 小谷津雅美
小谷津 雅美（こやつ まさみ、1933年（昭和8年）2月3日 - 2011年（平成23年）10月11日）は、昭和から平成の日本画家。

## 経歴・人物
東京都新宿区下落合にて日本画家・小谷津任牛の長男として生まれる。高校在学中に母が脳溢血で倒れ、その看病のため高校を中退し、父の手伝いをしながら自らも絵を描くようになる。
1953年（昭和28年）再興第３８回院展にて「夢の調べ」が初入選する。1955年（昭和30年）高校の先輩の鎌倉秀雄の紹介で安田靫彦に師事、日本美術院院友となる。1960年（昭和35年）「花と女」が院展奨励賞を受賞して以来、日本美術院賞、文部大臣賞、内閣大臣賞など数々の賞を受賞する。1998年（平成10年）日本美術院同人となる。2011年（平成23年）10月11日、肝細胞がんのため死去。74歳。